# Buggs Island
Buggs Island ist eine unbewohnte, bewaldete Insel im Roanoke River, US-Bundesstaat Virginia. Die Insel befindet sich direkt unterhalb der Staumauer des John H. Kerr Reservoir und gehört zum Mecklenburg County. Sie ist benannt nach Samuel Bugg, einem frühen Siedler im 18. Jahrhundert.
Buggs Island ist etwas über zwei Kilometer lang und bis zu 500 Meter breit.